# Santa Cruz (gruppo musicale)
I Santa Cruz sono un gruppo musicale hard rock finlandese, formatosi a Helsinki nel 2007.

## Storia
La band ha debuttato con l'album Screaming for Adrenaline pubblicato nell'aprile del 2013.
Nel marzo del 2015 è uscito l'album omonimo. La band dice che le sonorità di questo ultimo album sono molto glam-core.
Entrambi i dischi sono stati pubblicati dalla casa discografica finlandese Spinefarm Records.

## Formazione
- Arttu "Archie" Kuosmanen – voce, chitarra
- Joonas "Johnny" Parkkonen – chitarra, cori
- Mitja "Middy" Toivonen – basso, cori
- Tapani "Taz" Fagerström – batteria, cori

## Discografia

### Album in studio
- 2013 – Screaming for Adrenaline
- 2015 – Santa Cruz
- 2017 – Bad Blood Rising

### EP
- 2011 – Anthems For The Young 'N' Restless

### Singoli
- 2013 – Relentless Renegades
- 2013 – Nothing Compares To You
- 2014 – We Are The Ones To Fall
- 2014 – Wasted And Wounded
- 2015 – My Remedy
- 2016 – Skydiving Without A Parachute
- 2016 – Drag Me Down
- 2017 – River Phoenix
- 2017 – Young Blood Rising
- 2021 – Moonchild

## Tournée
- 2013 – Screaming for Adrenaline Tour
- 2014 – We Are the Ones to Fall Tour
- 2015 – Vagabonds Tour